# 7738 Heyman
7738 Heyman este un asteroid din centura principală de asteroizi.

## Descriere
7738 Heyman este un asteroid din centura principală de asteroizi. A fost descoperit pe 24 noiembrie 1981 la Observatorul Oak Ridge din Harvard, Massachusetts. El prezintă o orbită caracterizată de o semiaxă mare de 2,25 ua, o excentricitate de 0,18 și o înclinație de 6,0° în raport cu ecliptica.